# Filippo Guastavillani
Filippo Guastavillani (Bologna, 28 settembre 1541 – Roma, 17 agosto 1587) è stato un cardinale italiano.

## Biografia
Figlio di Angelo Michele Guastavillani e di Giacoma Boncompagni, suo zio materno era il papa Gregorio XIII (Ugo Boncompagni). Ebbe una sorella, Laura, sposa al patrizio bolognese Giuseppe Cannobio Sessa di Ticinallo, Tesoriere di Stato.
Ricoprì diverse cariche politiche nella sua città natale, ma, dopo la promozione al cardinalato, avvenuta a opera dello zio nel concistoro del 5 luglio 1574, vi rinunciò in favore del fratello Girolamo.
Fu governatore di Spoleto (1578) e di Ancona (1578-1585), protettore del Santuario della Santa Casa di Loreto (1580-1587), abate commendatario di Nonantola (1582-1587), camerlengo di Santa Romana Chiesa (1584-1587) e governatore delle Legazioni di Bologna e Ferrara.
Morì a Roma e venne sepolto nella basilica dei Santi XII Apostoli; l'anno seguente la salma fu traslata nella città natale del cardinale e tumulata nella chiesa di San Francesco.

## Diaconie
- cardinale diacono di Santa Maria Nuova, 1574-1577
- cardinale diacono di Santa Maria in Cosmedin, 1577-1583
- cardinale diacono di Sant'Angelo in Pescheria, 1583-1587
- cardinale diacono di Sant'Eustachio, 1587

## Ascendenza
|                                                   |                     |                      | Genitori            |  |  | Nonni |  |  | Bisnonni |  |  | Trisnonni |  |
|                                                   |                     |                      |                     |  |  |       |  |  | …        |  |  | …         |  |
|                                                   |                     |                      |                     |  |  |       |  |  | …        |  |  | …         |  |
|                                                   |                     | …                    |                     |  |  |       |  |  | …        |  |  |           |  |
| …                                                 |                     |                      |                     |  |  |       |  |  | …        |  |  |           |  |
|                                                   |                     | …                    | …                   |  |  |       |  |  |          |  |  |           |  |
|                                                   |                     | …                    | …                   |  |  |       |  |  |          |  |  |           |  |
|                                                   |                     | …                    | …                   |  |  |       |  |  |          |  |  |           |  |
| Angelo Michele Guastavillani, patrizio di Bologna |                     | …                    |                     |  |  |       |  |  |          |  |  |           |  |
|                                                   |                     | …                    | …                   |  |  |       |  |  |          |  |  |           |  |
|                                                   |                     | …                    | …                   |  |  |       |  |  |          |  |  |           |  |
|                                                   |                     | …                    | …                   |  |  |       |  |  |          |  |  |           |  |
| …                                                 |                     | …                    |                     |  |  |       |  |  |          |  |  |           |  |
|                                                   |                     | …                    | …                   |  |  |       |  |  |          |  |  |           |  |
|                                                   |                     | …                    | …                   |  |  |       |  |  |          |  |  |           |  |
|                                                   |                     | …                    | …                   |  |  |       |  |  |          |  |  |           |  |
| Filippo Guastavillani                             |                     | …                    |                     |  |  |       |  |  |          |  |  |           |  |
|                                                   | Giacomo Boncompagni | Gasparo Boncompagni  |                     |  |  |       |  |  |          |  |  |           |  |
|                                                   | Giacomo Boncompagni | Gasparo Boncompagni  |                     |  |  |       |  |  |          |  |  |           |  |
|                                                   | Giacomo Boncompagni | Giacoma Bucchi       |                     |  |  |       |  |  |          |  |  |           |  |
| Cristoforo Boncompagni                            | Giacomo Boncompagni |                      |                     |  |  |       |  |  |          |  |  |           |  |
|                                                   |                     | Camilla Piattesi     | Alessandro Piattesi |  |  |       |  |  |          |  |  |           |  |
|                                                   |                     | Camilla Piattesi     | Alessandro Piattesi |  |  |       |  |  |          |  |  |           |  |
|                                                   |                     | Camilla Piattesi     | …                   |  |  |       |  |  |          |  |  |           |  |
| Giacoma Boncompagni                               |                     | Camilla Piattesi     |                     |  |  |       |  |  |          |  |  |           |  |
|                                                   |                     | Lodovico Marescalchi | Matteo Marescalchi  |  |  |       |  |  |          |  |  |           |  |
|                                                   |                     | Lodovico Marescalchi | Matteo Marescalchi  |  |  |       |  |  |          |  |  |           |  |
|                                                   |                     | Lodovico Marescalchi | Giovanna Sampieri   |  |  |       |  |  |          |  |  |           |  |
| Angela Marescalchi                                |                     | Lodovico Marescalchi |                     |  |  |       |  |  |          |  |  |           |  |
|                                                   |                     | Gentile Montini      | …                   |  |  |       |  |  |          |  |  |           |  |
|                                                   |                     | Gentile Montini      | …                   |  |  |       |  |  |          |  |  |           |  |
|                                                   |                     | Gentile Montini      | …                   |  |  |       |  |  |          |  |  |           |  |
|                                                   |                     | Gentile Montini      |                     |  |  |       |  |  |          |  |  |           |  |